# کورنلیو پورومبویو
کورنلیو پورومبویو (رومانیایی: Corneliu Porumboiu؛ زادهٔ ۱۴ سپتامبر ۱۹۷۵) یک فیلم‌نامه‌نویس و کارگردان اهل رومانی است.

## گزیدهٔ فیلم‌شناسی
- سوت‌زن‌ها (۲۰۱۹)
- فوتبالِ بی‌انتها (۲۰۱۸)
- گنج (۲۰۱۵)
- بازی دوم (۲۰۱۴)
- وقتی شب بر بخارست سایه می‌اندازد یا متابولیسم (۲۰۱۳)
- پلیس، صفت (۲۰۰۹)
- ۱۲:۰۸ شرق بخارست (۲۰۰۶)
- رؤیای لیویو (۲۰۰۴)